# Adolfo Ramón
Adolfo Ramón Torcal (Sarrión, 2 oktober 1947) is een van oorsprong Spaanse kunstschilder en fotograaf.

## Biografie
Torcal is geboren in Sarrión, provincie Teruel (Spanje). Hij is achterneef van de Spaanse Nobelprijswinnaar uit 1906, Santiago Ramón y Cajal.

### Opleiding
Op vierjarige leeftijd verhuist hij met zijn familie naar Valencia, waar hij zijn lagere school doorloopt. Op zijn 14e begint hij tekenen en schilderen te studeren aan de Vrije Academie Barreira van Valencia, waar hij drie jaar blijft. Met 16 wordt hij bovendien toegelaten tot de Real Academia de Bellas Artes de San Carlos de Valencia. Hij slaagt er in de lessen van laatstgenoemde Kunstacademie te combineren met die van Barreira, waar hij bovendien verscheidene prijzen in de categorie tekenen wint.
In het jaar 1965 emigreert Adolfo met zijn familie naar Nederland, waar hij drie jaar later met behulp van een beurs zijn schilderlessen kan voortzetten aan de toenmalige Koninklijke Academie van Beeldende Kunsten van Den Haag. Onder leiding van zijn leraar Pieter Giltaij beëindigt hij zijn studie in 1973.

### Fotografie
In het jaar 1972 neemt hij deel aan een fotografiewedstrijd met als thema “de vrouw gezien door de fotograaf”, uitgeschreven door het bekende cosmeticahuis Lancôme uit Parijs. De jury, gevormd door bekende persoonlijkheden uit de Europese cultuur, waaronder de beroemde zanger en dichter Georges Brassens en de prestigieuze fotograaf David Hamilton, is van mening dat het indringende portret van Maya, die later Adolfo´s vrouw zal worden, de eerste prijs verdient in de categorie zwart-wit.
De fotografie zal altijd een belangrijke plaats in blijven nemen in het werk van Adolfo, een kunstvorm die hij afwisselt met de schilderkunst.

### Schilderkunst
In 1973 houdt hij zijn eerste expositie van etsen in de toenmalige Galerie Polder in Den Haag.
Hierna volgt een lange reeks van exposities van schilderijen, etsen en tekeningen in diverse galeries in Nederland, waaronder Kunstzaal Leo van Heijningen in Den Haag, Galerie DelfiForm in Zwolle en een aantal galeries in het noorden van het land, alsmede kunstzalen in Duitsland en de Verenigde Staten.
Tegelijkertijd ontvangt hij een aantal portretopdrachten, via genoemde galeries of andere kanalen. Zo geeft de Gemeente Den Haag hem in het jaar 1994 de opdracht een portret te schilderen van de directeur van de Koninklijke Schouwburg in Den Haag, Hans Croiset, hem aangeboden bij zijn afscheid van dit toneelgezelschap. Dit portret kreeg een plaats in de portrettengalerij van genoemde schouwburg.
Bovendien vervaardigt hij tussen 2008 en 2017 een viertal portretten van professoren in opdracht van de Universiteit van Leiden, die postuum hun plaats zullen krijgen in de Senaatskamer, volgens een traditie die al stamt uit de XVIe eeuw. Het betreft portretten van de professoren Henk de Jonge (theologie), Carlo Beenakker (kwantumfysica), Kitty Zijlmans (kunstgeschiedenis) en Remke Kruk (arabistiek).
In 1996 treedt Adolfo toe tot de prestigieuze Haagse Etsclub en in 2001 wordt hij lid van de Haagse kunstenaarskring Pulchri Studio.
In Spanje, waar hij sinds 2006 woont, zijn er exposities geweest in zijn woonplaats Graus en in Huesca. Ook hier neemt de portretkunst een grote plaats in.
Men zou het werk van Ramón kunnen bestempelen als intimistisch, hoewel hij zich er altijd verre van heeft gehouden etiketten op zijn werk te plakken. Zelf zegt hij erover: "In 1997 heeft Leo van Heijningen mijn monografie als titel gegeven: Een zoektocht zonder einde. Welnu, deze zoektocht, de manier die ik zoek om uit te leggen wat ik voel bij een bepaald landschap, stilleven of portret, is wat mijn werk leven inblaast en het van stijl doet veranderen, zo vaak als ik maar nodig acht, zolang ik mij als schilder maar vrij kan uitdrukken. Gelukkig is er niets dat mij verhindert dat te doen."
Adolfo Ramón ziet het werk van een kunstschilder als dat van een onderzoeker, en het respect dat hij voelt ten aanzien van alles in de schepping is tastbaar, of het nu gaat om stillevens, figuur, portretten of landschappen. Hij gaat uit van het idee dat de toeschouwer zelf de betekenis aan een schilderij moet geven, zonder bemiddeling van de kunstenaar, al naargelang zijn gemoedsgesteldheid en zijn manier van denken.
Afgezien van dat is Ramón veeleisend op het gebied van de tekentechniek en hecht hij veel belang aan de ambachtelijke kant van het vak.
Hij is groot bewonderaar van Velázquez en Vermeer, en zijn werk is verder beïnvloed door schilders als Balthus of Egon Schiele.

### Werk
Werk van Adolfo Ramón bevindt zich in het Kunstmuseum Den Haag, het Rijksprentenkabinet van het Rijksmuseum van Amsterdam, in Museum Møhlmann in Appingedam, bij Norfolk Line en Unilever. Voorts bevinden zich schilderijen in privécollecties in binnen- en buitenland, onder andere van de Nederlandse kunstverzamelaars Fred Klomp, Jaap Zijlstra en Joop Nieuwstraten, directeur van het RKD.

### Heden
- Adolfo Ramón woont en werkt tegenwoordig afwisselend in Spanje en in Nederland. Het werk in zijn atelier wisselt hij af met het geven van privé-schilderlessen.
- Galerie Bonnard (Nuenen) is momenteel zijn belangrijkste vertegenwoordiger in Nederland, voor klanten in binnen- en buitenland.

## Solo-exposities
- 1973 - "Kunstzaal Polder", Den Haag
- 1985 - "Galerie Den Gouden Fontein", Amsterdam
- 1985/1987 - Galerie "Zagwijn", Den Haag
- 1987 - Galerie "Alba", Alphen aan den Rijn
- 1987 - Galerie "De Blauwe Kiekendief", De Bilt
- 1988 - Galerie "J. van den Elshout", Den Haag
- 1989 - Galerie "Velázquez", Benidorm, Spanje
- 1990 - "Magna Gallery", San Francisco,  U.S.A.
- 1997 - "Kunstzaal Van Heijningen", Den Haag

## Groepsexposities
- 1975/1978 - "Galerie Edison", Den Haag
- 1980 - Galerie "Holiday Inn", Frankfurt am Main
- 1982 - Presentatie "Kunst '82", P.O.C. Eindhoven
- 1983 - Galerie "Luberta", Zutphen
- 1984 - XVIII-éme prix international d'art contemporain de Monte Carlo
- 1984 - Haagse Salon '84, Den Haag
- 1986 - Gemeentemuseum Maassluis
- 1994 - "Kunstzaal Van Heijningen", Den Haag
- 1995 - Galerie "Artiforum", Voorburg
- 1995 - Haagse Salon '95, Den Haag
- 1996 - Kunstzaal "Van Heiningen", Den Haag
- 1996/1997 - Roulerende tentoonstelling met de "Haagse Etsclub" in "Galerie Petit" te Amsterdam, "Singer Museum" te Laren en "Pulchri Studio", te Den Haag
- 2017 - Galerie Bonnard, Nuenen Nederland